# Всесвітня метеорологічна організація
Всесвітня метеорологічна організація (ВМО) (англ. World Meteorological Organization (WMO)) — спеціалізована міжурядова організація ООН у сфері метеорології, заснована в 1950 році. З 1951 року ВМО є компетентним органом ООН з питань спостереження за станом атмосфери Землі та її взаємодії з океанами. Штаб-квартира ВМО знаходиться в Женеві, Швейцарська Конфедерація. 23 березня, в день коли набрала чинність Конвенція про заснування ВМО, відзначається Всесвітній метеорологічний день.

## Загальна інформація
Станом на початок 2023, має 191 країну-члена і територію, серед яких є і Україна. 
Всесвітній метеорологічний конгрес скликається один раз на чотири роки для визначення політики та пріоритетів для Всесвітньої метеорологічної організації. Він затверджує довгострокові плани та бюджет, обирає президента і віцепрезидентів ВМО та членів Виконавчої Ради, і призначає Генерального секретаря. 
З 1952 у Всесвітній метеорологічній організації було призначено п'ять Генеральних секретарів: 
- Густав Свобода (1 січня 1952 – 31 грудня 1955);
- Девід Артур Дейвіс (1 січня 1956 – 31 грудня 1979);
- Аксель К. Він-Нільсен (1 січня 1980 року – 31 грудня 1983);
- Годвін Олу Патрік Обасі (1 січня 1984 року – 31 грудня 2003 року);
- Мішель Жарро (1 січня 2004 року – 31 грудня 2015 року).

В 2015, за результатами виборів на Всесвітньому метеорологічному конгресі, Генеральним секретарем ВМО на період з 1 січня 2016 року по 31 грудня 2020 року було обрано професора Петтері Тааласа, який надалі був перепризначений на другий чотирирічний термін, з січня 2020 по грудень 2023 року.
Постійний представник України при Всесвітній метеорологічній організації призначається відповідним Указом Президента України. 
В системі ВМО також працює Всесвітня служба погоди, яка була створена в 1963 році та об'єднує служби погоди країн членів ВМО.

## Участь України у Всесвітній метеорологічній організації
- Дата набуття Україною членства: 19.04.1948 р.
- Підстава для набуття членства в міжнародній організації: Приєднання УРСР до Конвенції Всесвітньої метеорологічної організації від 22.09.1947.
- Статус членства: Повноправний член
- Характер фінансових зобов'язань України: Сплата щорічного членського внеску
- Джерело здійснення видатків, пов'язаних з виконанням фінансових зобов'язань: Загальний фонд Державного бюджету України
- Вид валюти фінансових зобов'язань: Швейцарський франк
- Обсяг фінансових зобов'язань України (на 2017 рік): 68 278,70
- Центральний орган виконавчої влади, відповідальний за виконання фінансових зобов'язань: Міністерство закордонних справ України[11].